# 尖沙咀中心

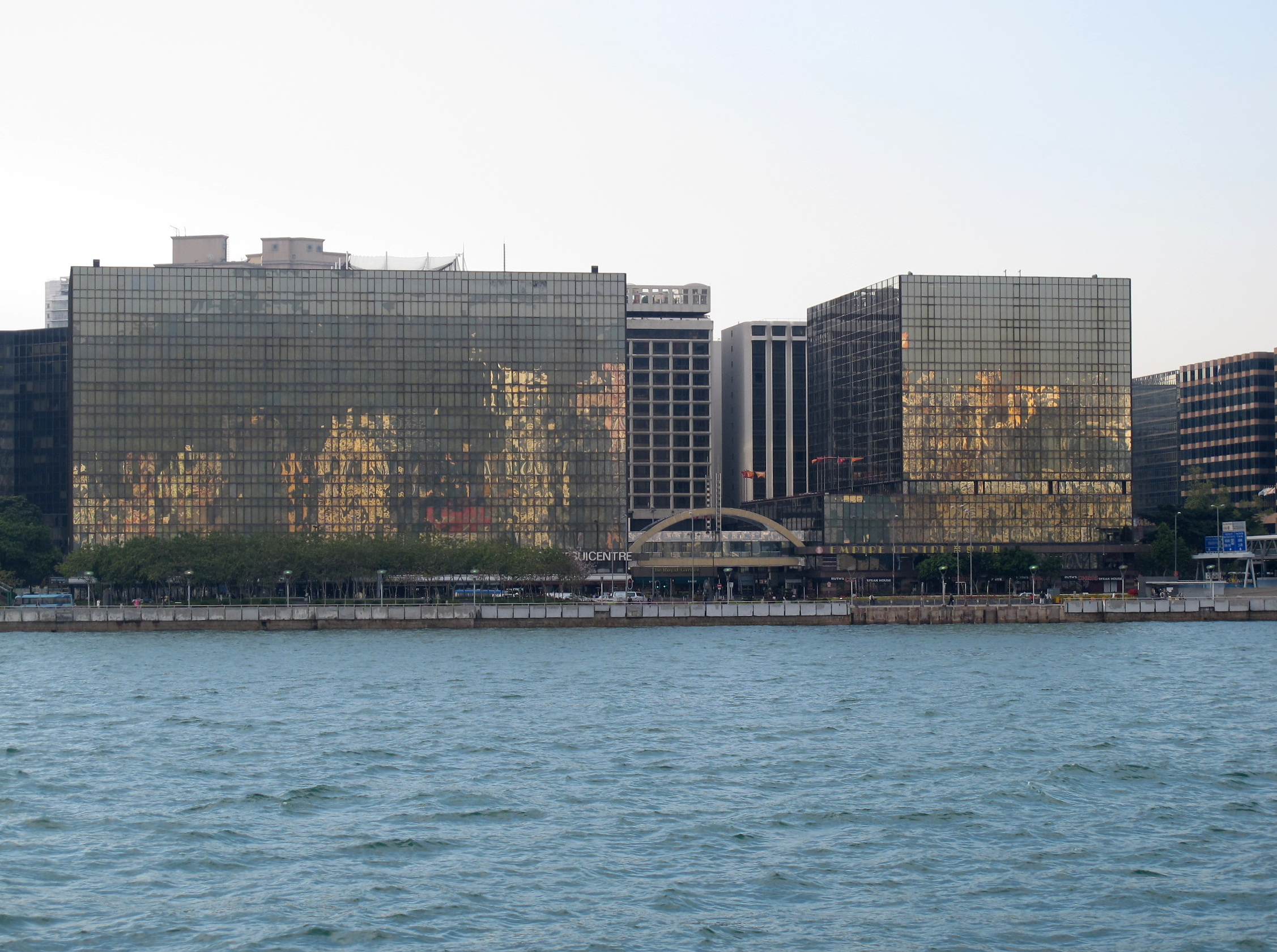
尖沙咀中心（左）和帝國中心（右）

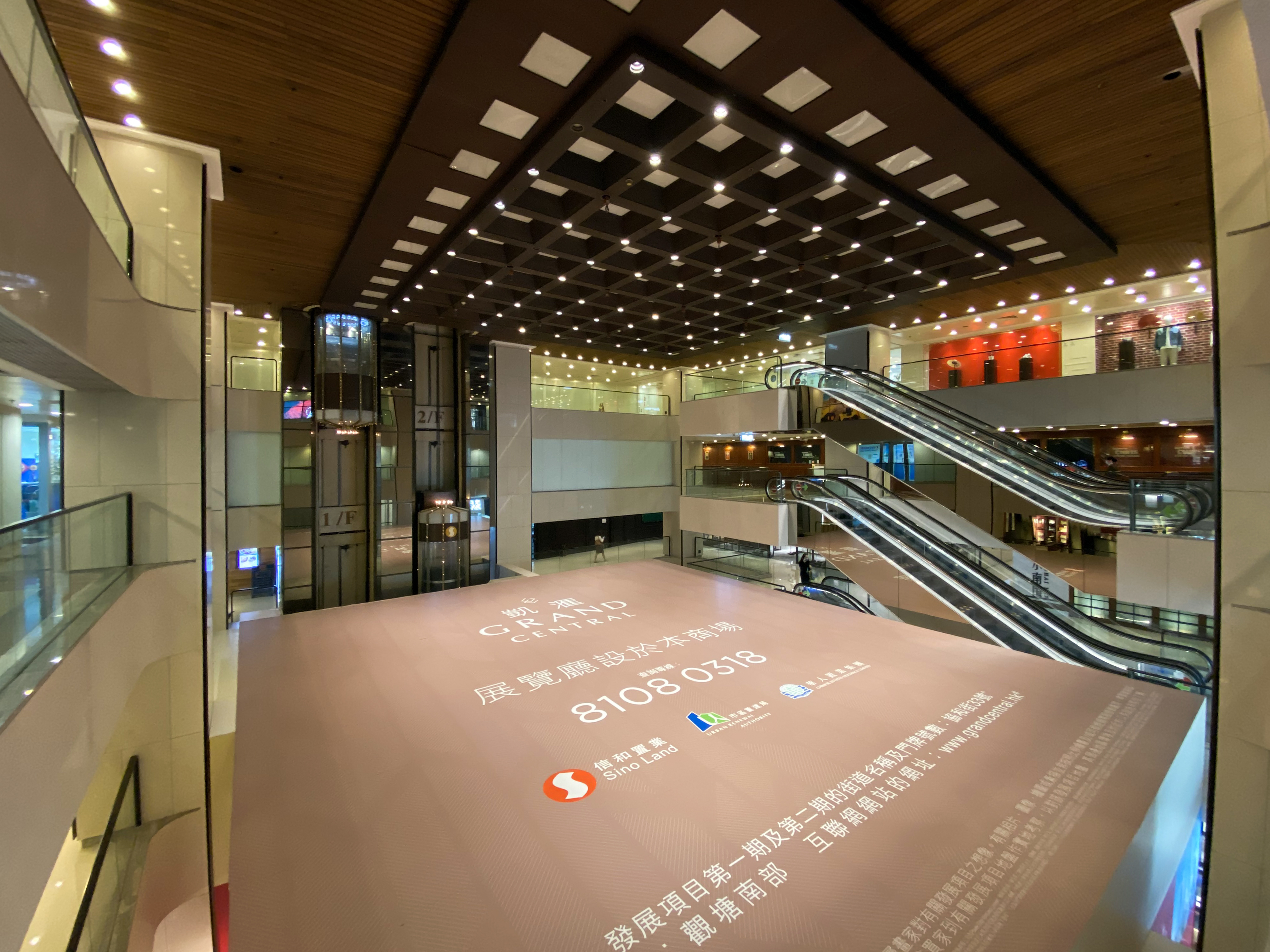
2017年進行簡單翻新後尖沙咀中心中庭，樓梯已經拆除（2020年）

尖沙咀中心（英語：Tsim Sha Tsui Centre）及帝國中心，由信和置業發展，位於香港九龍尖沙咀東麼地道66號，於1980年落成，大廈樓高13層，頂層為信和集團總部。隨著尖沙咀東部美化計劃在2005年展開，多個商場及酒店皆重新進行粉飾工程，以製造更佳環境。自2006年尖沙咀中心及帝國中心進行粉飾工程後，多間海景地舖改建為複式商舖，更引入多間食肆。2017年，大廈進行過翻新工程。
此處之Alfresco Lane是全港最長的海景露天茶座，可欣賞美麗維港景致，並匯聚各國美食，是遊客必到的美食熱點之一。每逢聖誕及新年，尖沙咀中心及帝國中心外牆更會展現璀璨的燈飾，增添濃厚的節日氣氛。而兩座大廈之間有有蓋天橋相連。

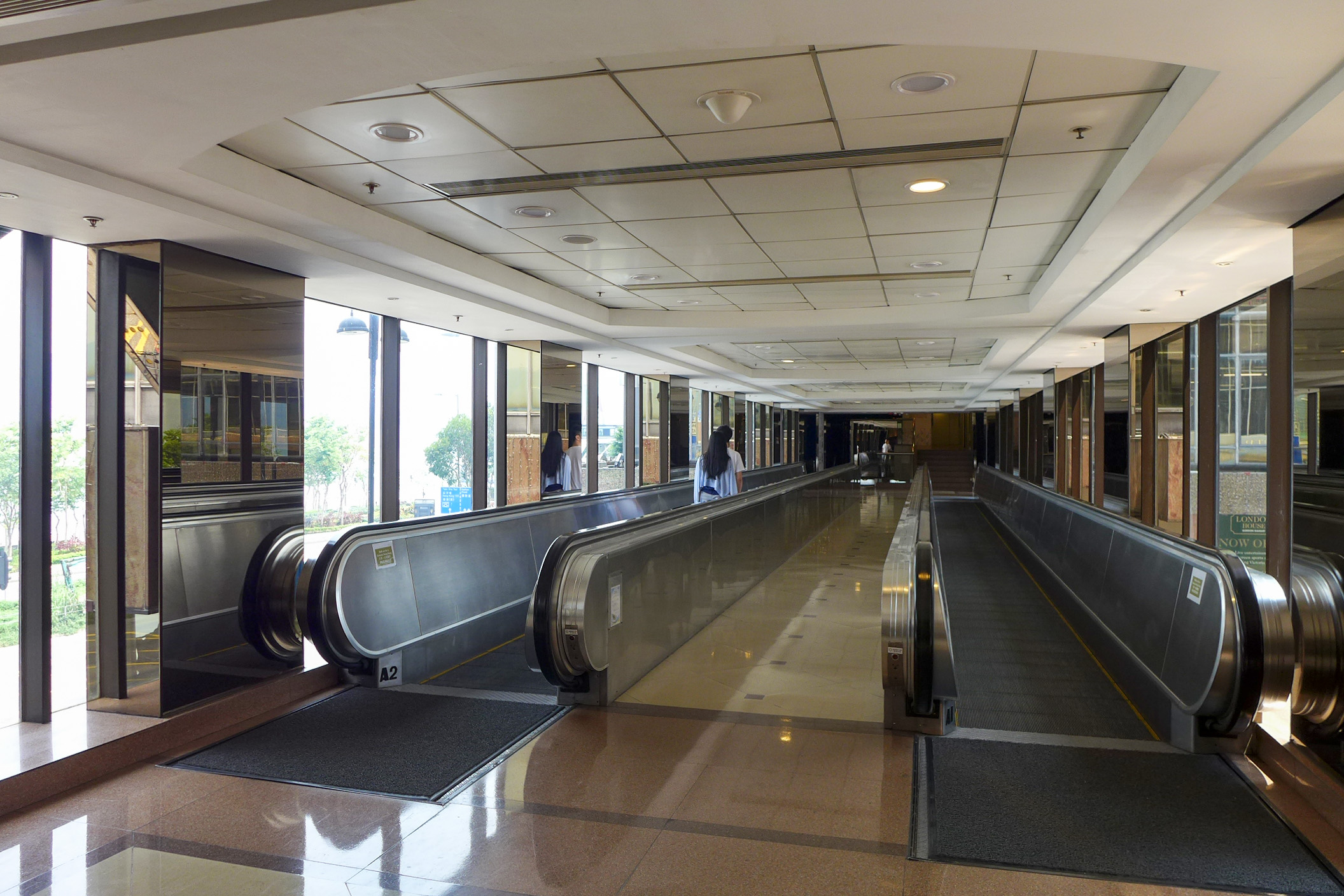
尖沙咀中心及帝國中心由有蓋天橋相連
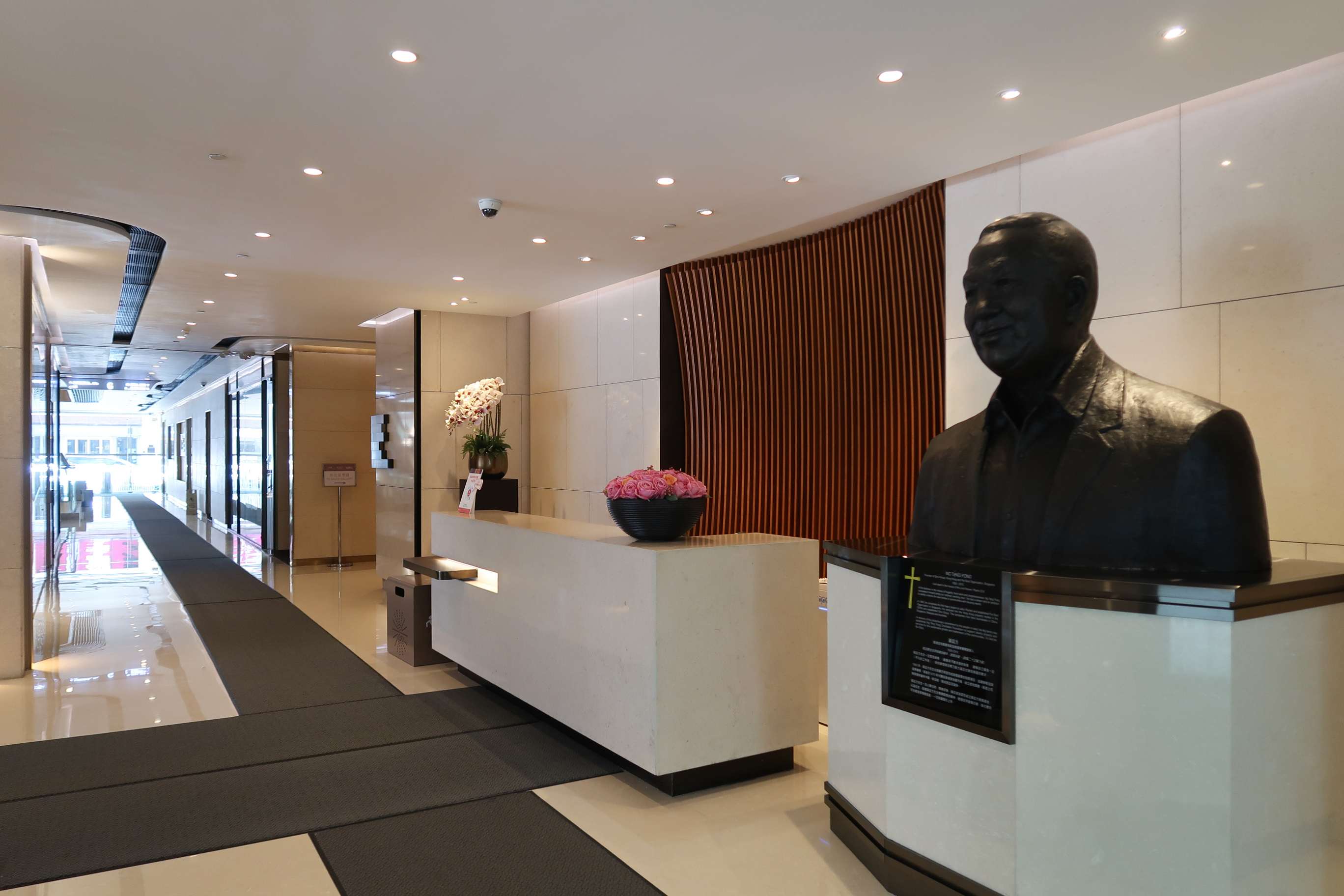
地下大堂擺放黃廷方雕塑
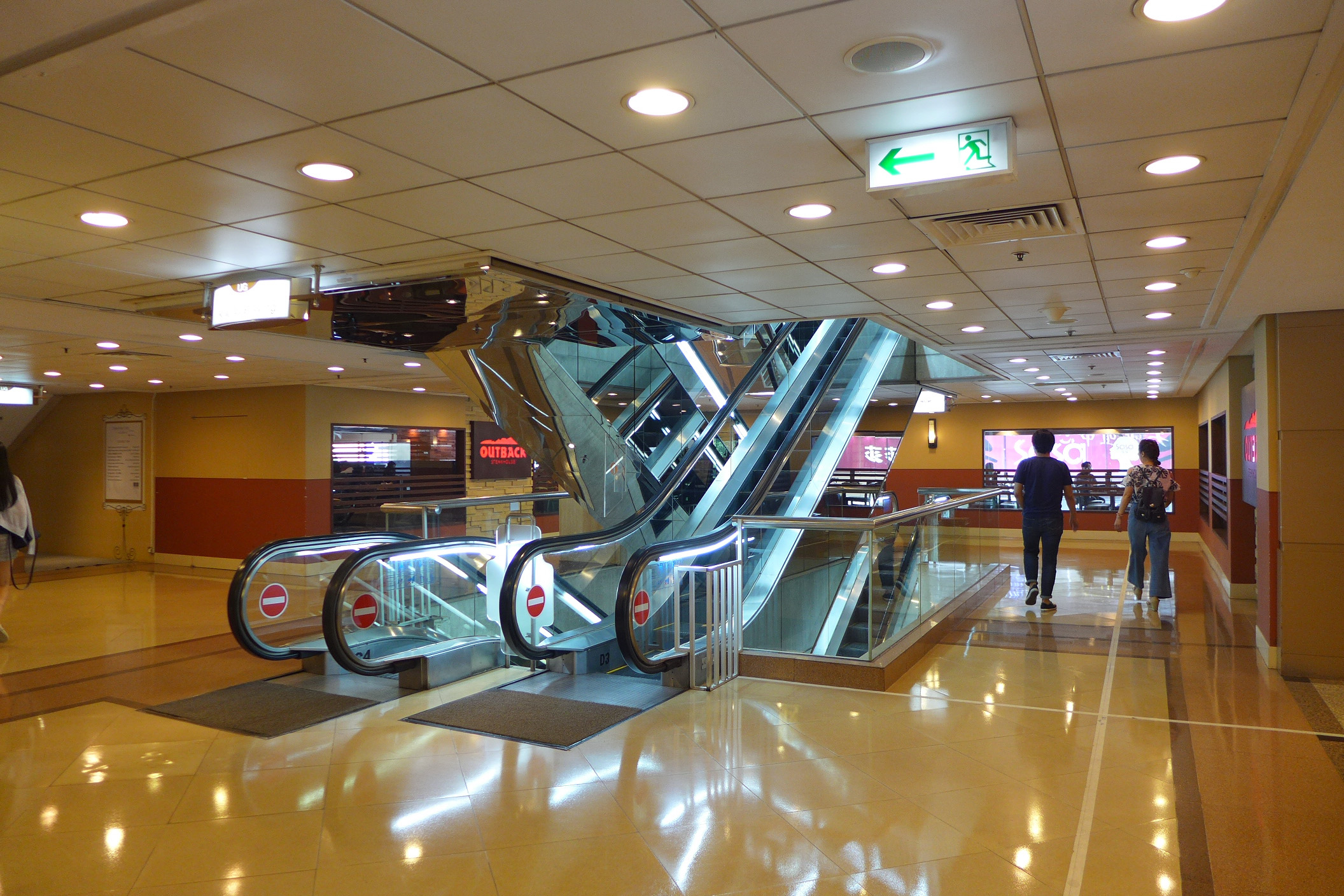
UG層商店
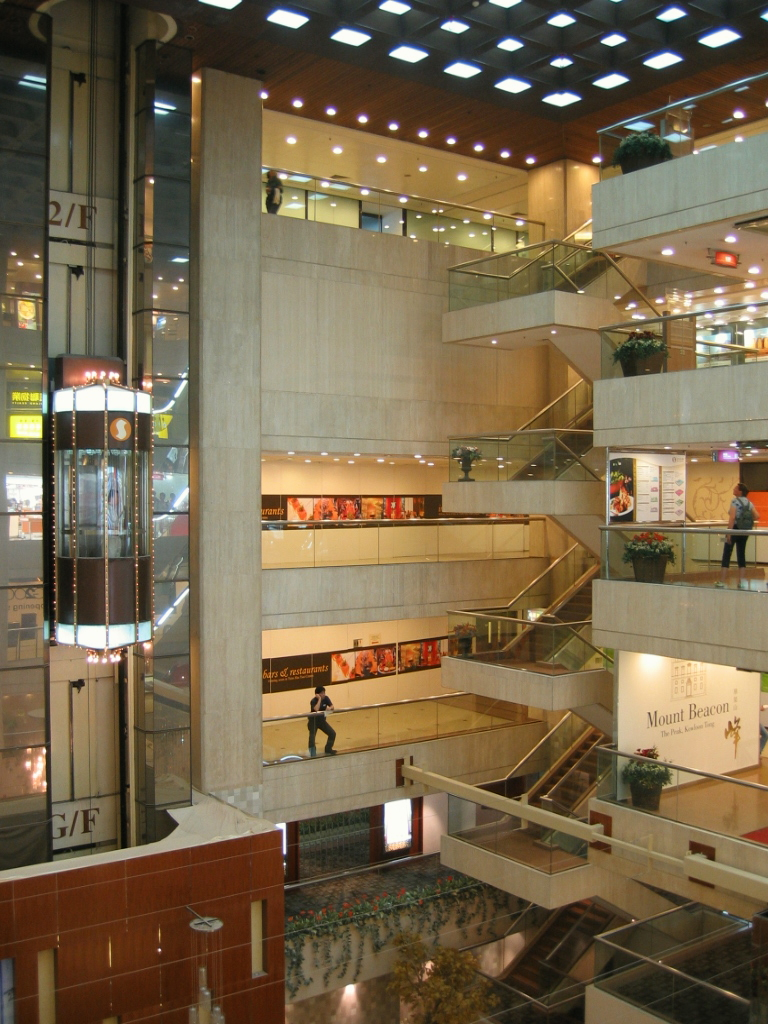
尖沙咀中心中庭（2006年）
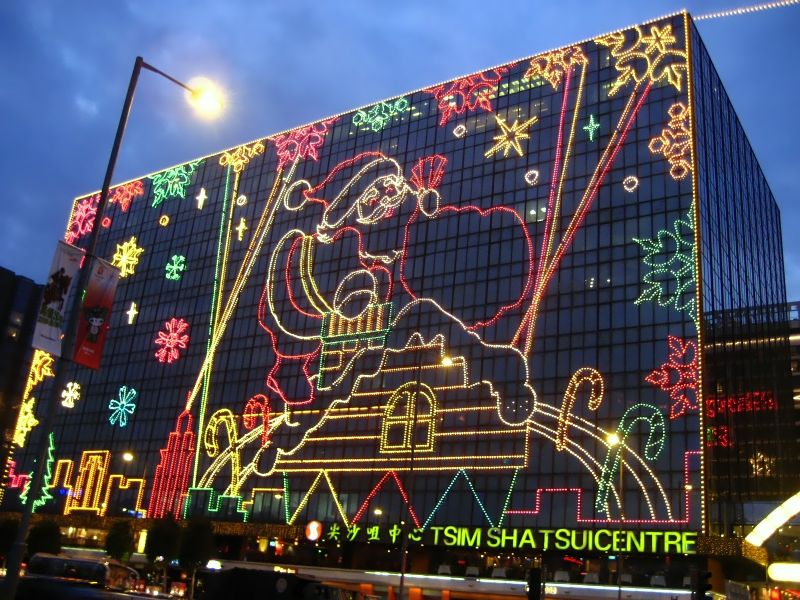
尖沙咀中心聖誕燈飾（2007）
晚上的尖沙咀中心，前方道路為麼地里

## 參看
- 帝國中心

## 外部連結
- 尖沙咀中心網頁 （页面存档备份，存于）

22°17′52″N 114°10′40″E / 22.2977°N 114.1778°E